# Azagor
Azagor est une localité et une commune rurale du Niger, département de Dakoro, région de Maradi.

## Géographie
La localité de Azagor est située à 23 km au nord-est du chef-lieu départemental Dakoro.
| Roumbou I | Roumbou I   | Roumbou I   |
| Dakoro    | Azagor      | Roumbou I   |
| Dakoro    | Birni Lallé | Birni Lallé |

## Histoire
La commune rurale de Azagor instaurée en 2002, est issue du canton de Birni Lallé.

## Population
Lors du recensement général de 2012, la population communale est relevée à 5 565 habitants, dont 702 habitants pour la localité chef-lieu communal.

## Localités
La commune s'étend sur dix villages et douze hameaux au centre du département de Dakoro.

## Services et infrastructures
- Centre de Santé Intégré (CSI) à Azagor[5].
- Centre de formation des métiers (CFM) à Azagor.